# Asesinato de Kawaski Trawick
Kawaski Trawick (1986-14 de abril de 2019) fue un entrenador personal y bailarín afroamericano asesinado el 14 de abril de 2019 por agentes de policía en su casa de El Bronx, Nueva York. Los agentes de la policía de Nueva York, Herbert Davis y Brendan Thompson, no enfrentaron consecuencias por el asesinato.

## Biografía
La familia de Trawick vivía en Milledgeville, Georgia, a unas dos horas al sureste de Atlanta. Su madre trabajaba como guardia de una prisión estatal y salía temprano por su trabajo, por lo que Trawick solía preparar a sus tres hermanos pequeños para ir al colegio, cocinar y lavar la ropa. Trawick se graduó en el Atlanta Technical College en 2013. En 2016 se mudó a Nueva York, con el deseo de montar un estudio de danza. Trawick vivió en varios lugares cuando se mudó por primera vez a Nueva York antes de mudarse a mediados de 2018 a Hill House, en El Bronx. Trawick era abiertamente gay.

## Asesinato
El 14 de abril de 2019 Trawick llamó al 911 diciendo que se había quedado encerrado fuera de su casa, donde había comida cocinándose en la hornilla, y afirmó que había un incendio. Los bomberos se marcharon después de dejarle entrar de nuevo en su casa.
Esa noche, el superintendente y un guardia de seguridad del apartamento llamaron a la policía para avisar de que Trawick había estado golpeando las puertas de los vecinos con un cuchillo de sierra y un palo de escoba. El guardia de seguridad había dicho al 911 que Trawick estaba «perdiendo la cabeza». Dos agentes de la policía de Nueva York fueron enviados al lugar: Herbert Davis, un agente afroamericano con casi dieciséis años de servicio, y Brendan Thompson, un agente blanco con tres años en la policía. Davis se acercó al apartamento de Trawick, llamó a la puerta y, al no recibir respuesta, volvió a llamar y empujó la puerta. Trawick se encontró angustiado, de pie cerca de su estufa, sosteniendo tanto el cuchillo de sierra como un palo de escoba, preguntando repetidamente a los agentes por qué estaban en su casa. En ese momento, Davis sacó su porra y Thompson su pistola eléctrica. Los agentes no respondieron a su pregunta, sino que le pidieron repetidamente que soltara el cuchillo. Trawick, a su vez, respondió que tenía un cuchillo porque estaba cocinando.
Davis trató repetidamente de impedir que su compañero, menos experimentado, utilizara la fuerza y le dijo: «No vamos a electrocutarle». Trawick se alejó para apagar una radio antes de volverse hacia los agentes y preguntarles de nuevo por qué estaban en su casa. Tras negarse repetidamente a soltar el cuchillo, Trawick empezó a gesticular y a murmurar para sí mismo. Thompson electrocutó a Trawick, derribándolo, y soltó su pistola eléctrica. Trawick se recuperó enfurecido, gritó a los agentes y corrió hacia ellos, cuchillo en mano.
Davis intentó de nuevo impedir que Thompson utilizara su arma de reglamento y le empujó brevemente hacia abajo, diciendo: «No, no - no lo hagas, no lo hagas, no lo hagas, no lo hagas, no lo hagas». Thompson, quien había soltado su pistola eléctrica, le disparó a Trawick cuatro veces, alcanzándole dos veces. Poco después, los agentes cerraron la puerta del apartamento sin comprobar cómo se encontraba Trawick ni ofrecerle atención médica, aunque el informe oficial lo contradice y afirma que el cuerpo de Trawick bloqueaba la puerta. El vídeo de vigilancia parece mostrar a Davis empujando varias veces para abrir la puerta. Aparentemente, tras abrirla un poco, Davis vio que Trawick no respiraba y concluyó que ya había muerto.

## Reacciones
En un artículo para ProPublica, Eric Umansky escribió que los agentes podrían haber intentado establecer una conexión con Trawick, como la policía de Nueva York entrena a sus agentes para hacer, y responder a su pregunta acerca de por qué estaban allí, que podrían haber decidido no usar la fuerza, o que podrían haber esperado ayuda, como un ex detective de la policía de Nueva York le dijo, ya que la política del departamento es «aislar y contener» a las personas en crisis.
El fiscal del distrito del Bronx, Darcel Clark, afirmó que la muerte «ilustra dolorosamente» el hecho de que «se necesitan cambios urgentes en la respuesta policial a las crisis de salud mental». El 12 de agosto de 2020, Clark emitió una declaración pública en la que afirmaba que el caso exige «una revisión meditada de los procedimientos policiales y las técnicas de formación», pero que «no consideramos que los hechos justifiquen un procesamiento penal». La decisión fue criticada por la familia de Trawick y causó llamados para que se despidiera a los agentes. Casi un año y medio después del tiroteo, Clark hizo públicos otros vídeos de cámaras corporales que mostraban el momento en que Thompson y Davis entraron en el apartamento de Trawick, y un mes después ProPublica publicó imágenes adicionales de cámaras corporales, después de que la organización sin ánimo de lucro Abogados de Nueva York por el Interés Público recurriera a una demanda para obtenerlas de la policía de Nueva York, mostrando a un sargento preguntando «¿Quién está herido?» y a dos agentes no identificados respondiendo «Sólo un delincuente». La oficina de la fiscal general del estado, Letitia James, declaró que no se haría cargo del caso, citando una orden ejecutiva de 2015.
La familia de Trawick y activistas le han pedido a la Junta de Revisión de Quejas Civiles de la ciudad de Nueva York, un grupo dirigido por civiles que investiga la mala conducta policial, a que inicie un juicio disciplinario que despida a los agentes de sus cargos. El Defensor del Pueblo de Nueva York, Jumaane Williams, denunció la falta de medidas disciplinarias y declaró que el caso representaba un fracaso por parte de la ciudad a la hora de responder adecuadamente a los problemas de salud mental. Ileana Méndez-Peñate, portavoz de Comunidades Unidas por la Reforma Policial, declaró que las pruebas demostraban que los agentes agravaron la situación.
Edward Caban, comisionado de policía de la ciudad de Nueva York, emitió un comunicado cinco años después del asesinato en el que informaba que ni Davis ni Thompson se enfrentarían a medidas disciplinarias por el asesinato.